# Mauzoleum Klementa Gottwalda

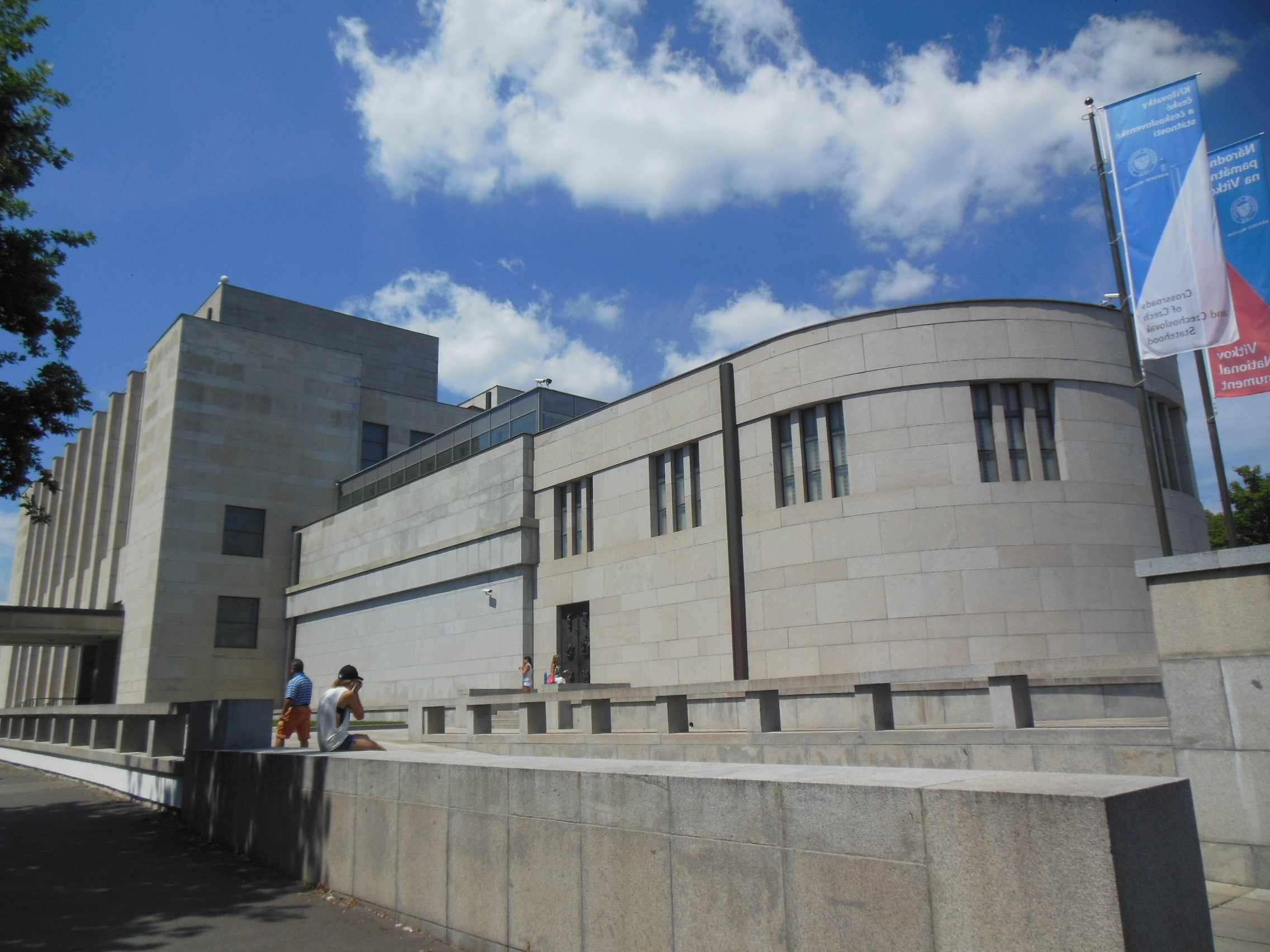
Zadní část Národního památníku na Vítkově, ve kterém se nalézalo mauzoleum

Mauzoleum Klementa Gottwalda byla část Národního památníku na Vítkově, kde bylo po jeho smrti v březnu 1953 vystavováno tělo komunistického prezidenta Klementa Gottwalda. Jeho vytvoření iniciovalo samo vedení Komunistické strany Československa, po vzoru Leninova mauzolea v Rusku (tehdejší SSSR). Cílem bylo zachovat Gottwaldův kult osobnosti, a podle dobové propagandy, jej uchovat budoucím generacím. Mauzoleum se slavnostně otevřelo 5. prosince 1953. Bylo přístupné široké veřejnosti. 
V roce 1962 bylo mauzoleum zrušeno a Gottwaldovo tělo bylo zpopelněno.

## Předcházející vývoj
Pátého března roku 1953 zemřel sovětský diktátor Josif Vissarionovič Stalin. V Moskvě se měl uskutečnit pohřeb nebývalého rozsahu. Datum bylo stanoveno na devátého března. Kromě obyvatel SSSR se na pohřeb dostavily i delegace komunistických zemí. Mezi nimi i československá, v čele s Gottwaldem. Tomu byla kvůli jeho onemocnění syfilidou a nevolnosti doporučena cesta vlakem, ten však raději zvolil leteckou dopravu. Změnami atmosférického tlaku při dvou letech mu praskla srdeční výduť na aortě, a Gottwald si záhy po návratu do Československa začal stěžovat na celkovou nevolnost. On sám jí nepřikládal velký význam, s tím že jde o nachlazení, a o vliv náročné cesty. Ještě ten den, tedy navečer devátého března, bylo svoláno lékařské konzilium, které mělo posoudit Gottwaldův zdravotní stav. Kvůli zatajování závažné nemoci ze strany mocenských struktur však neshledalo důvod k obavám. Stav prezidenta se brzy zhoršil. Následující den jej prohlédl odborník na plicní a srdeční onemocnění, Jaroslav Procházka, a zjistil i motorické obtíže a těžký dech. Navečer byl Gottwald nalezen s nehmatným pulsem a jeho stav se nelepšil. Jedenáctého března se doktoři dostali ke zprávám o syfilitickém onemocnění, ale na záchranu prezidentova života to i přes snahu narychlo povolaných sovětských lékařů nestačilo. Dne 14. března 1953 Klement Gottwald zemřel. Jeho smrt a následný pohřeb byly užity k masivní komunistické propagandě.

## Vystavování těla
Vedení strany se po úvahách a inspirováno Sovětským svazem, rozhodlo nabalzamovat tělo "prvního dělnického prezidenta" Klementa Gottwalda. Bylo potřeba nalézt vhodné místo, k vystavení těla široké veřejnosti. Uvažovalo se o novostavbě na Letenské pláni, která by zároveň sloužila i jako tribuna. Nakonec padla volba na památník na vrchu Vítkov, který byl původně vybudován jako pocta československým legionářům. Bylo třeba upravit stávající prostory v památníků, konkrétně zadní prostory, pod kterými byla dobudována podzemní laboratoř. Při rekonstrukci byl přítomen také Jan Zázvorka, architekt původní stavby. První pitvu prováděla sovětská patoložka, která tělo připravila i pro úvodní vystavení. Před otevřením byly nutné výrazné úpravy těla, a tak muselo být mauzoleum otevřeno až v prosinci (roku 1953).
Aby tělo působilo co nejvíce přirozeným dojmem, bylo využito důmyslného osvětlení, které tělu dodávalo barvu. Teplota musela být udržována na patnácti stupních Celsia a vlhkost na osmdesáti procentech. Na balzamování těla a jeho následnou údržbu byli přivoláni sovětští specialisté. Ti také školili české pracovníky. Ti jejich práci plně převzali v roce 1955, jako tzv. Útvar pro zabezpečení těla a mauzolea soudruha Klementa Gottwalda.. Celkem se o provoz mauzolea staralo přes sto stálých pracovníků.
Složení balzamovacího roztoku není známo, a znali jej jen sovětští odborníci. Ti, kromě procesu balzamování, dohlíželi i na další detaily v procesu vystavování, jako je nasvícení, či na to, co bude mít mumifikované tělo na sobě. V tomto případě šlo o modrou generálskou uniformu, s rudou hvězdou na hrudi. Větší údržba těla byla prováděna jednou ročně. Místo navštěvovaly organizované zájezdy, školní třídy, i veřejnost. Oproti Leninovu mauzoleu, o které byl velký zájem mezi veřejností, to české takový úspěch nemělo.
Existují teorie, jež uvádějí, že se tělo začalo postupem času rozpadat, a proto bylo z velké části nahrazováno umělými částmi a později kvůli tomu zpopelněno. Podle nových zjištění však šlo pravděpodobně jen o fámy šířící se mezi širokou veřejností. Tělo bylo kvůli centrální kritice kultu osobnosti zpopelněno roku 1962 a až do pádu komunistického režimu v roce 1989 uloženo v urně uvnitř mauzolea. Dnes si lze prostory bývalého mauzolea prohlédnout v rámci tematické prohlídky Laboratoř moci v prostorách památníku.